# Memecoin
Memecoiny jsou druh kryptoměny, které jsou inspirovány internetovými memy nebo kulturními fenomény. Tyto kryptoměny často působí jako zábavné či satirické, což přispívá k jejich popularitě. Mezi hlavní rysy memecoinů patří vysoká cenová volatilita, která souvisí s jejich spekulativním charakterem a proměnlivou popularitou na sociálních sítích. Popularita memecoinů je často podpořena propagací známých osobností nebo virálními marketingovými kampaněmi.
Dalším charakteristickým rysem je skutečnost, že memecoiny jsou ze své podstaty založeny na memu, nikoli na technické využitelnosti. Využitelnost tedy obvykle není jejich prioritou. Přesto však bývají tyto měny často postaveny na kryptoměnových platformách, které jsou technicky pokročilé a nabízejí široké spektrum funkcí.

## Investiční a ekonomické aspekty
Z hlediska investičního mají memecoiny své výhody i nevýhody. Ve světě kryptoměn jsou považovány za aktiva s vysokou volatilitou a často vznikají nové projekty slibující rychlé zhodnocení investic. Historie memecoinů zahrnuje příklady, kdy jejich cena vzrostla z téměř nulových hodnot na významné hodnoty. Nicméně mnoho memecoinů tohoto růstu nedosáhlo a nepodařilo se jim získat potřebnou komunitní podporu, která je klíčovým faktorem úspěchu.
Při investování je třeba přistupovat k memecoinům jako k vysoce rizikovým aktivům, včetně zavedených projektů, jako jsou Shiba Inu a Dogecoin. V některých případech mohou memecoiny sloužit jako prostředek ke zmírnění ztrát v době, kdy tradiční kryptoměny, jako je Bitcoin, vykazují pokles. Tato strategie zajištění (hedging) je však účinná pouze za běžných tržních podmínek. V obdobích tržních bublin memecoiny často vykazují vysokou korelaci s vývojem cen Bitcoinu, což omezuje jejich schopnost chránit hodnotu portfolia.

### Vliv sociálních médií na hodnotu memecoinů
Jako praktický příklad toho, jak volatilní mohou být memecoiny, lze uvést sociální síť X a jejího majitele Elona Muska. Pouhé slovo „Doge“ v jednom tweetu způsobilo růst ceny Dogecoinu o 20 %, přestože tato kryptoměna již byla relativně známá. Tento efekt je ještě výraznější u méně známých memecoinů, které spekulanti vnímají jako příležitost k rychlému zhodnocení. Tento jev však funguje i opačným směrem – pokud klesá zájem a zmínky o memecoinu na sociálních sítích, často dochází ke snižování jeho hodnoty. Naopak u kryptoměn, jako je Litecoin, není vazba mezi popularitou na sociálních sítích a hodnotou tak silná. Snížení počtu tweetů o Litecoinu proto nemá na jeho cenu tak výrazný dopad jako v případě většiny memecoinů.

## Klasifikace a rozdíly mezi memecoiny
Memecoiny lze rozdělit podle jejich vlivu na trh s kryptoměnami a relativní dlouhodobé stability na dvě hlavní kategorie: vlivné memecoiny (Influential Meme Coins) a volatilní memecoiny (Volatile Meme Coins).
Volatilní memecoiny zahrnují nově vznikající projekty, které ještě nezískaly stabilitu. Tyto memecoiny jsou často výrazně ovlivněny spekulacemi, mají slabou nebo zcela chybějící komunitní podporu a jejich vliv na trh s kryptoměnami je zanedbatelný.
Naopak vlivné memecoiny zahrnují projekty, které jsou na trhu delší dobu a jejich cena prošla relativní stabilizací. Kolem těchto měn se vytvořila silná komunita, která je méně tvořena spekulanty a více dlouhodobými podporovateli. Tyto memecoiny mají významnější vliv na trh s kryptoměnami jako celek. Mezi příklady vlivných memecoinů patří Dogecoin a Shiba Inu. Tyto měny si i přes relativní stabilizaci zachovávají vyšší volatilitu než tradiční kryptoměny, avšak jejich cenový vývoj je oproti volatilním memecoinům předvídatelnější.

## Nejvýznamnější memecoiny podle tržní kapitalizace
Tento seznam uvádí tři nejvýznamnější memecoiny podle jejich tržní kapitalizace k 30. prosinci 2024. Měny jsou seřazeny podle aktuální tržní kapitalizace.

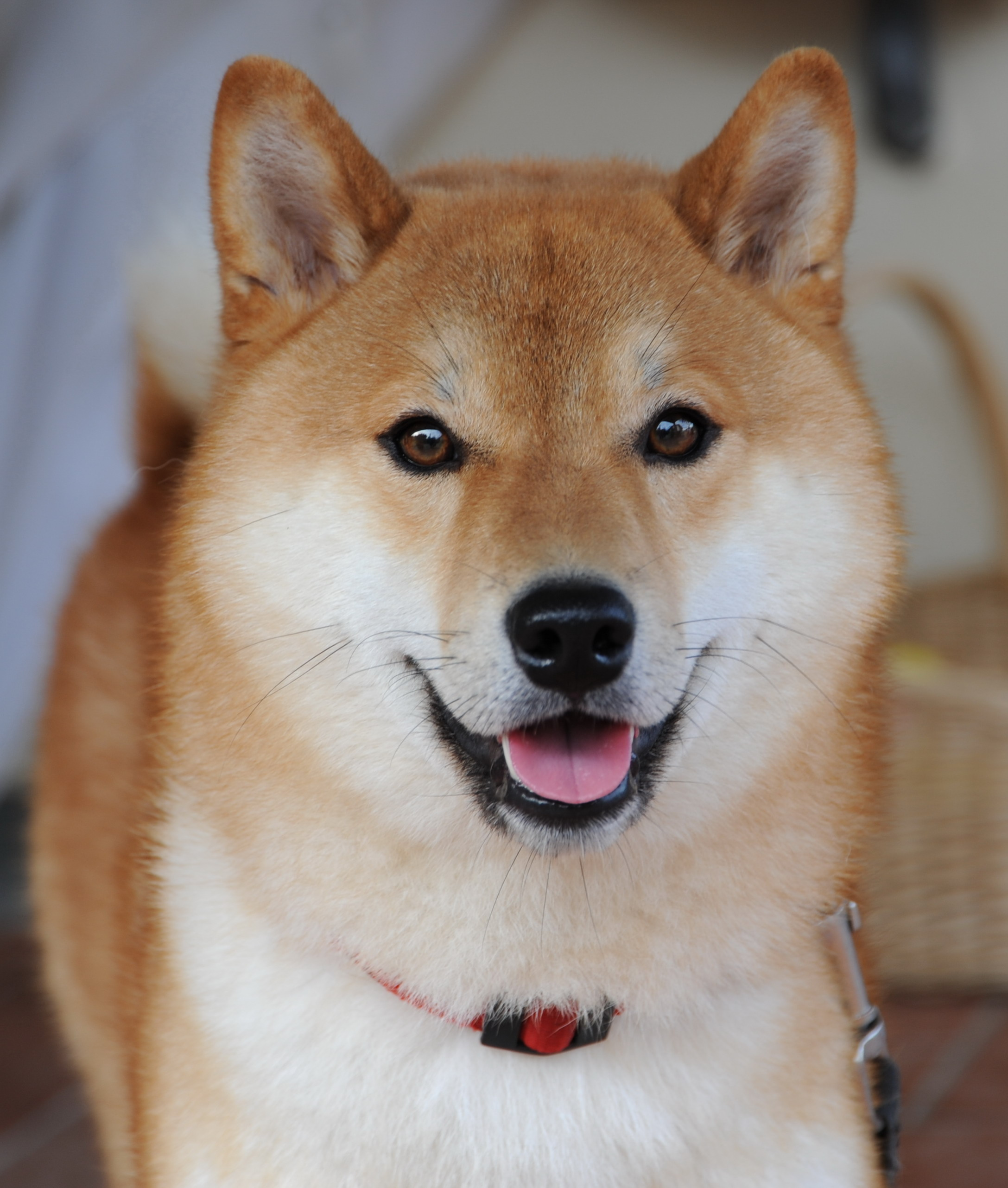
Akita Inu - plemeno psa, které inspirovalo vzhled kryptoměn Dogecoin a Shiba Inu

Logo Pepe Coinu

Top 3 memecoiny dle tržní kapitalizace:
1. Dogecoin (DOGE): 47 335 705 581 USD
2. Shiba Inu (SHIB): 12 754 025 454 USD
3. Pepe Coin (PEPE): 7 847 179 876 USD